# ジェレミー・ウィリアムズ
ジェレミー・ウィリアムズ（Jeremy Williams、2000年12月2日 - ）は、オーストラリア出身のラグビーユニオン選手。スーパーラグビーのウェスタン・フォースに所属している。

## 経歴
2019年と2020年には、オーストラリアニューサウスウェールズ州のチームである、ワラターズのメンバーに選出されていたが、出場機会がなかった。 
2021年、スーパーラグビーAUの初戦レッズ戦でリザーブで出場し、ワラターズデビューを果たした。 
2023年、西オーストラリア州にあるウェスタン・フォースに移籍し、キャプテンも務めた。
2024年6月、オーストラリア代表（ワラビーズ）に選抜された。同年7月6日、ウェールズ戦で先発出場し、初キャップを得た。

## 受賞歴
- 2025年スーパーラグビー・パシフィック チーム・オブ・ザ・イヤー:21回(セカンドロー) [6]。